# Cyphomyrmex auritus
Cyphomyrmex auritus é uma espécie de inseto do gênero Cyphomyrmex, pertencente à família Formicidae.